# Comité Olímpico Nacional de Namibia
El Comité Olímpico Nacional de Namibia (en inglés: Namibian National Olympic Committee) es el comité olímpico nacional que representa a Namibia en el Comité Olímpico Internacional. Fue fundado en 1990 y reconocido por el COI en 1992. Su código en el COI es NAM.
Namibia debutó en los Juegos Olímpicos en los Juegos Olímpicos de Barcelona 1992, a los que acudieron seis atletas del país africano.